# Impatiens kuepferi
Impatiens kuepferi är en balsaminväxtart som beskrevs av Fischer och Raheliv. Impatiens kuepferi ingår i släktet balsaminer, och familjen balsaminväxter. Inga underarter finns listade i Catalogue of Life.